# 雄岡山
雄岡山（おっこさん・おっこうさん）は、兵庫県神戸市西区神出町にある標高241.2mの山である。東播台地上の独立峰。西に2km離れた雌岡山と対峙し、共にふるさと兵庫100山に選定されている。加古川水系と明石川水系の分水嶺となっている。

## Gallery

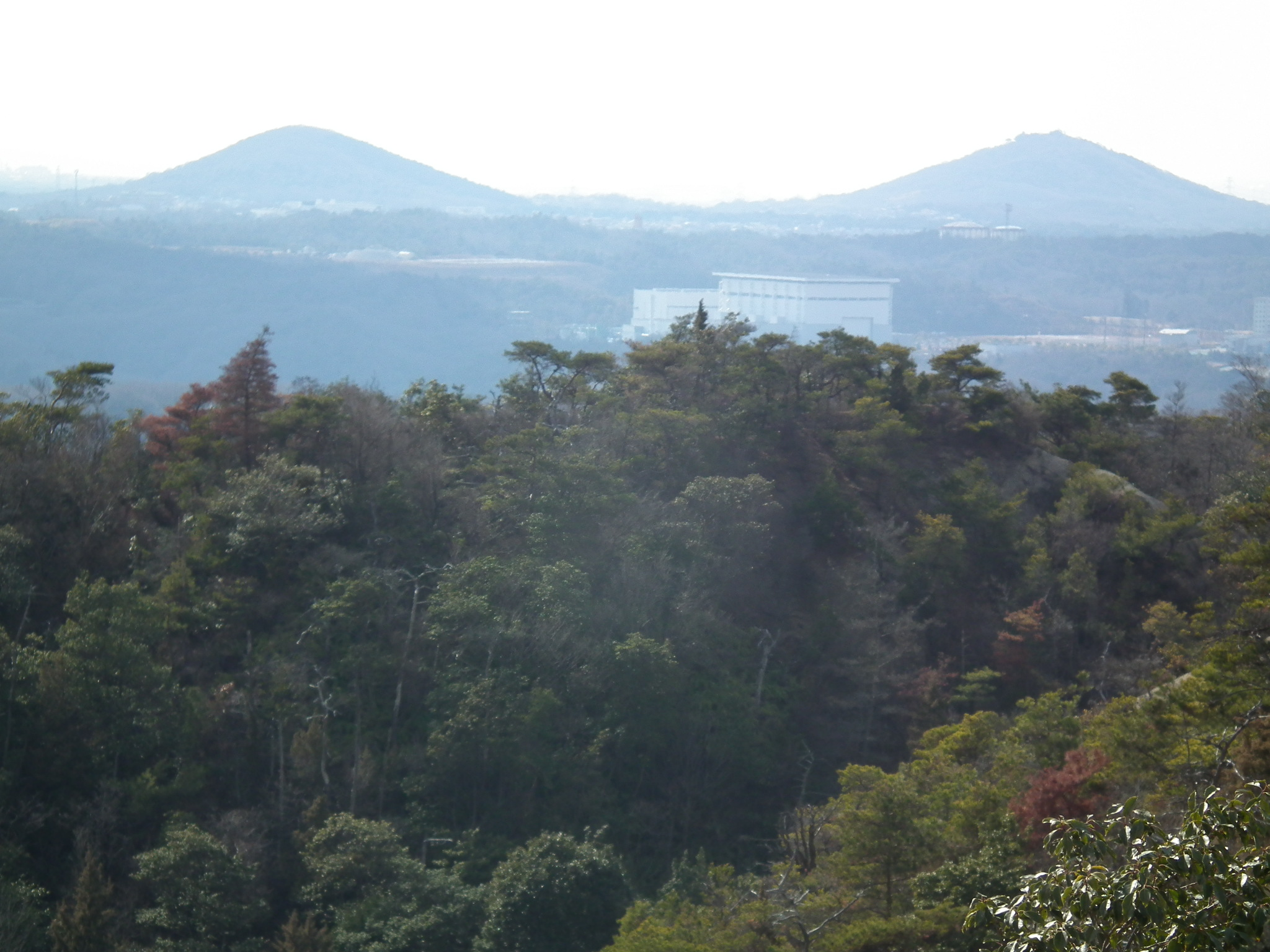
雌岡山・雄岡山（神戸市北区淡河町 シビレ山麓より）
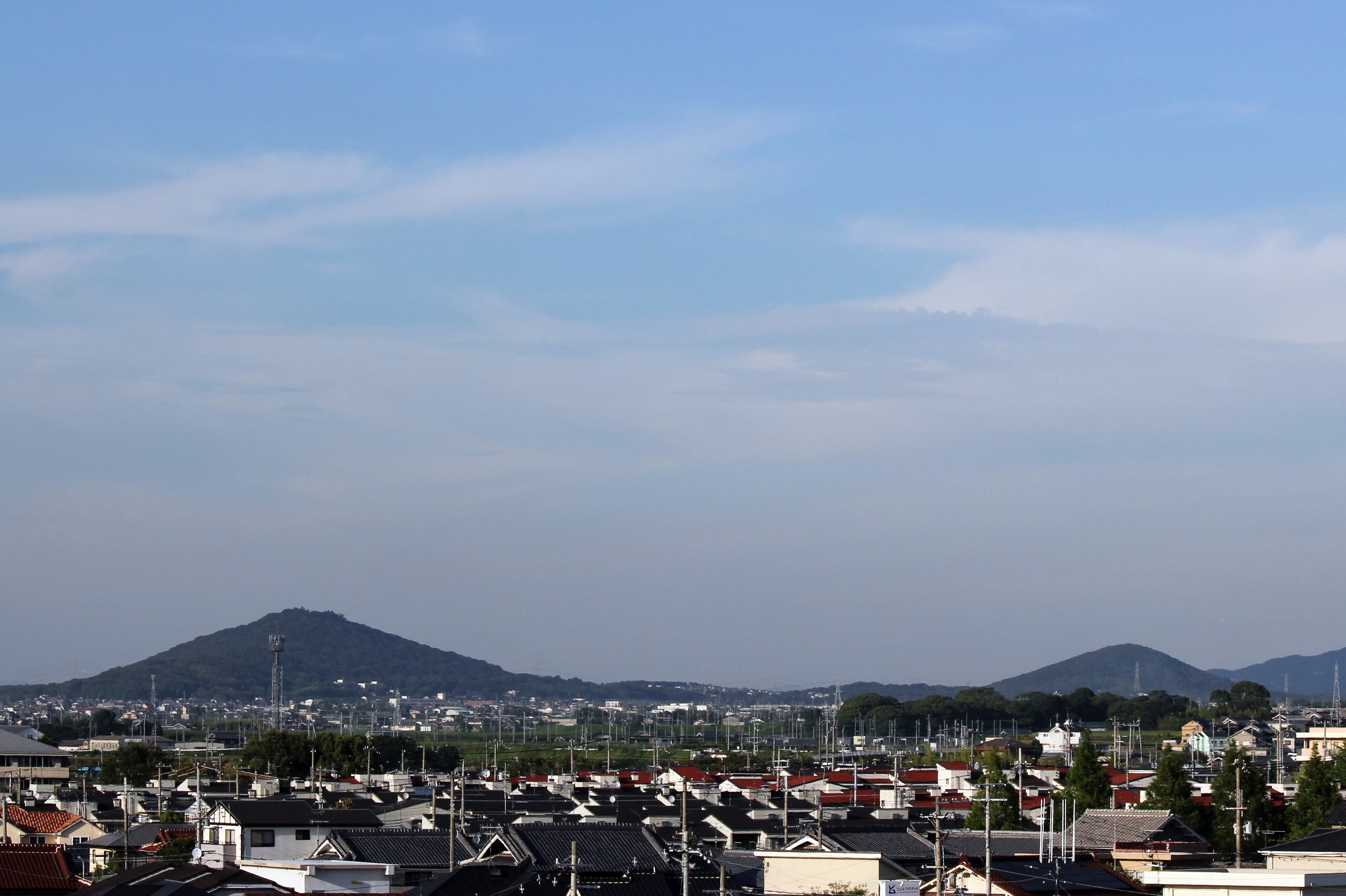
雌岡山（左側）と雄岡山
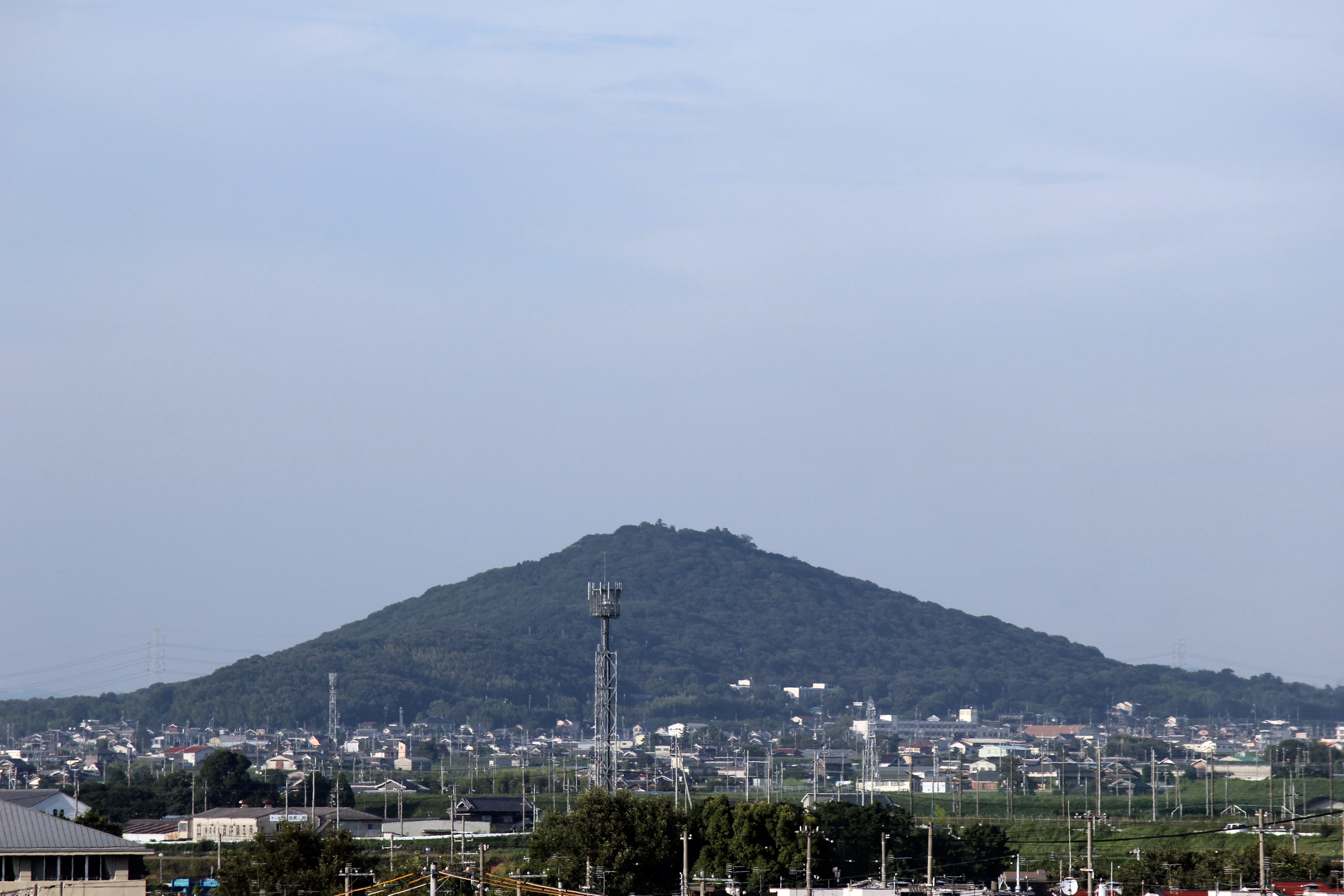
雌岡山

## 交通アクセス
神戸電鉄緑が丘駅から南へ600mに登山口。

## 雑事
- 山頂からの展望は広い。
- 山頂に一等三角点を有する。
- 帝釈天を祀る石の祠あり。
- 弁慶がこの二山を庭の築山にするため鉄棒を突き刺して持ち去ろうとした[1]が、折れて地面に大穴を開けてしまった。その穴に水が溜まったのが現在の金棒池であるという。
- 以前は水晶が採れたらしく、水晶谷と呼ばれる箇所がある。今でも、水晶の外側のかけらがあり、子供連れで拾いに来られる人もいるが、山頂からのアクセスしかなく、ロープがないと降りられないので、あまり小さなお子様には向かない。

## 参考資料
- 伊達峰雄 (1983). "雄岡山". In 神戸新聞出版センター (ed.). 兵庫県大百科事典. pp. 410（上）. ISBN 4-87521-100-7。